# ISO 3166-2:GF
ISO 3166-2:GF è il sottogruppo dello standard ISO 3166-2 riservato alla Guyana francese, dipartimento d'oltremare della Repubblica francese.
Lo standard ISO 3166-2, seconda parte dello standard ISO 3166, pubblicato dall'Organizzazione internazionale per la normazione (ISO), è stato creato per codificare i nomi delle suddivisioni territoriali delle nazioni e delle aree dipendenti codificate nello standard ISO 3166-1.
Attualmente, nello standard ISO 3166-2 non è stato definito nessun codice per la Guyana francese. 
Il codice ISO 3166-1 alpha-2 ufficialmente assegnato al dipartimento della Guyana francese è GF. Inoltre gli è stato assegnato il codice ISO 3166-2 FR-GF all'interno del sottogruppo della Francia. 